# Кристіан Дрос
Кристіан Дрос (рум. Cristian Dros, нар. 15 квітня 1998, Бєльці) — молдовський футболіст, півзахисник білоруського клубу «Славія-Мозир».
Виступав, зокрема, за клуб «Зоря» (Бєльці), а також національну збірну Молдови.
Володар Кубка Молдови.

## Клубна кар'єра
У дорослому футболі дебютував 2014 року виступами за команду «Зоря» (Бєльці), в якій провів чотири сезони, взявши участь у 40 матчах чемпіонату. 
Згодом з 2019 по 2021 рік грав у складі команд «Політехніка» (Тімішоара) та «Спартакс» (Юрмала).
До складу клубу «Славія-Мозир» приєднався 2021 року. Станом на 25 вересня 2023 року відіграв за мозирську команду 59 матчів в національному чемпіонаті.

## Виступи за збірні
У 2014 році дебютував у складі юнацької збірної Молдови (U-17), загалом на юнацькому рівні взяв участь у 6 іграх.
Протягом 2019–2020 років залучався до складу молодіжної збірної Молдови. На молодіжному рівні зіграв у 6 офіційних матчах.
У 2020 році дебютував в офіційних матчах у складі національної збірної Молдови.
| Дата       | Місто                  | Господарі         | Результат | Гості       | Турнір                               | Голи | Примітки |
| ---------- | ---------------------- | ----------------- | --------- | ----------- | ------------------------------------ | ---- | -------- |
| 9-1-2020   | Доха                   | Швеція            | 1 – 0     | Молдова     | товариський матч                     | -    |          |
| 12-11-2020 | Кишинів                | Молдова           | 0 – 0     | Росія       | товариський матч                     | -    | 90+1'    |
| 15-11-2020 | Кишинів                | Молдова           | 0 – 2     | Греція      | Ліга націй УЄФА 2020-2021 - 1-й етап | -    | 71'      |
| 3-6-2021   | Падерборн              | Туреччина         | 2 – 0     | Молдова     | товариський матч                     | -    | 56'      |
| 6-6-2021   | Кишинів                | Молдова           | 1 – 0     | Азербайджан | товариський матч                     | -    |          |
| 1-9-2021   | Кишинів                | Молдова           | 0 – 2     | Австрія     | Відбір до ЧС 2022                    | -    |          |
| 4-9-2021   | Глазго                 | Шотландія         | 1 – 0     | Молдова     | Відбір до ЧС 2022                    | -    | 46'      |
| 7-9-2021   | Торсгавн               | Фарерські острови | 2 – 1     | Молдова     | Відбір до ЧС 2022                    | -    | 60'      |
| 9-10-2021  | Кишинів                | Молдова           | 0 – 4     | Данія       | Відбір до ЧС 2022                    | -    | 62' 87'  |
| 12-10-2021 | Беер-Шева              | Ізраїль           | 2 – 1     | Молдова     | Відбір до ЧС 2022                    | -    | 63'      |
| 12-11-2021 | Кишинів                | Молдова           | 0 – 2     | Шотландія   | Відбір до ЧС 2022                    | -    | 61'      |
| 15-11-2021 | Клагенфурт-ам-Вертерзе | Австрія           | 4 – 1     | Молдова     | Відбір до ЧС 2022                    | -    |          |
| 3-6-2022   | Вадуц                  | Ліхтенштейн       | 0 – 2     | Молдова     | Ліга націй УЄФА 2022-2023 - 1-й етап | -    | 57'      |
| 6-6-2022   | Андорра-ла-Велья       | Андорра           | 0 – 0     | Молдова     | Ліга націй УЄФА 2022-2023 - 1-й етап | -    | 46' 65'  |
| 20-6-2023  | Кишинів                | Молдова           | 3 – 2     | Польща      | Відбір до ЧЄ 2024                    | -    | 46'      |
| Усього     |                        | Матчів            | 15        |             | Голів                                | 0    |          |

## Титули і досягнення
- Володар Кубка Молдови (1):

«Зоря» (Бєльці): 2015-2016